# Брусит

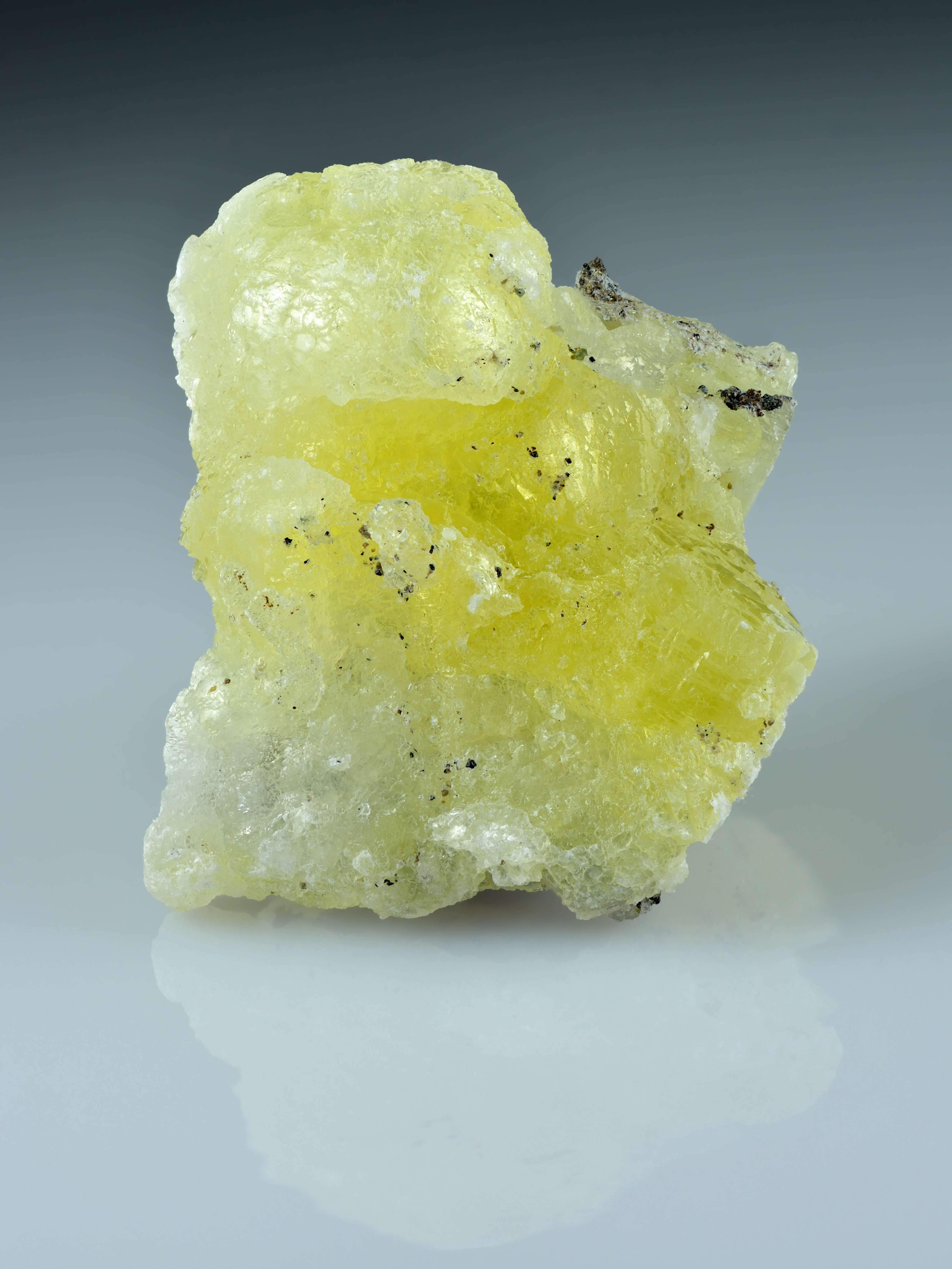
Брусит

Брусит — минерал, гидроксид магния с химической формулой Mg(OH)2. Его впервые описал Франсуа Сюльпис Бёдан (фр. François Sulpice Beudant; 5 сентября 1787, Париж — 10 декабря 1850, Париж) — французский геолог и минералог; член Французской и Венгерской академий наук, и назвал по имени американского минералога Арчибальда Бруса (Брюса) (1777—1818 гг.). Волокнистая асбестовидная разновидность брусита называется немалитом (от др.-греч. νῆμα — нитка, λίθος — камень).
Химический состав: MgO — 69 %, H2O — 31 %. В качестве изоморфных примесей иногда присутствуют железо (ферробрусит) или марганец (манганобрусит).

## Кристаллическая структура
Минерал имеет тригональную сингонию. Кристаллическая структура брусита типично слоистая. Ионы (ОН)− образуют плотнейшую гексагональную упаковку, в которой каждый слой состоит из двух плоских листов, параллельных плоскости (0001). Октаэдрические пустоты между ионами гидроксила заполняются нонами М, имеющими координационное число равное шести (связаны с тремя ионами (ОН)− — одного листа и с тремя ионами другого листа). Этой особенностью структуры обусловлены физические свойства брусита, в частности совершенная спайность по (0001), проходящая между тройными слоями, соединяющимися с другими очень слабыми остаточными связями.

## Физические свойства
Брусит встречается в виде сплошных листоватых масс, по внешнему виду напоминающих гипс. Обычно таблитчатые кристаллы и их сростки. Реже — в виде тонковолокнистых прожилков.

Цвет минерала белый, иногда зеленоватый. Блеск на изломе стеклянный, на плоскости спайности — перламутровый. Прозрачен. Спайность совершенная по (0001). Пироэлектрический. Довольно легко растворяется в кислотах.

## Месторождения

### Россия
В России известно два месторождения брусита — Кульдурское и Савкинское, расположенные на Малом Хингане.
До их открытия и разведки в СССР были известны лишь мелкие линзы бруситов в метаморфизованных карбонатных породах на Байкале, Сатке и в Якутии, а также в некоторых уральских массивах гипербазитов, не представляющие промышленного интереса.
Кульдурское месторождение осваивается с 1969 года и на данный момент является единственным эксплуатируемым объектом высокомагнезиального сырья в России. Балансовые запасы месторождения оцениваются в 6,6 млн тонн бруситовых руд, а объёмы добычи из карьера Основной залежи месторождения составляют порядка 450 тыс. тонн в год. В 2021 году с целью увеличения минерально-сырьевой базы на флангах Кульдурского месторождения были проведены геологоразведочные работы; предварительная авторская оценка запасов позволяет говорить о том, что на государственный баланс будет поставлено ещё 1,8—2 млн т. брусита.
Савкинское месторождение, обнаруженное в Облученском районе ЕАО в 1970-х годах, считается крупнейшим известным в мире по разведанным запасам брусита. По предварительным оценкам они составляют около 33 млн тонн. В 2019—2021 годах на месторождении были проведены геологоразведочные работы, а в начале 2022 года планируется защита ТЭО временных разведочных кондиций и постановка запасов на государственный баланс в ГКЗ РФ. Начало эксплуатации месторождения планируется на 2025 год.

## Применение
Среди промышленных магнезиальных минералов брусит занимает первое место по содержанию оксида магния. Продукты на основе брусита находят свое применение в промышленности, сельском хозяйстве, области защиты окружающей среды.
- Металлургия: флюс на основе брусита позволяет повысить качество выплавляемой стали и увеличить сроки службы футеровки конвертера, снижает себестоимость изготовления стали, улучшает экологичность производственных процессов.
- Антипирены: брусит применяется в производстве ПВХ, HFFR кабелей, алюминиевых композитных панелей, битумных и ТПО кровельных мембран, инженерных пластиков в целях поглощения токсичных газов и снижения дымообразования.
- Сельское хозяйство: брусит используется для изготовления натуральных удобрений, кормовых добавок, антислеживателя, а также в производстве сложных удобрений типа NPK.
- Экология: на основе брусита изготавливаются продукты, применяемые в водо- и газоочистке от вредоносных примесей.
- Промышленность: брусит — важный компонент производства резинотехнических изделий, шин, кабелей и др. Кроме того, высокоактивный оксид магния применяется в качестве загустителя для пасты SMC/BMC. В целлюлозно-бумажной промышленности натуральный, экологически чистый брусит постепенно вытесняет токсичные компоненты. Так, при отбеливании целлюлозы гидроксид магния заменяет каустическую соду и сульфат магния в процессе щелочного отбеливания и кислородной делигнификации целлюлозы.

Основными потребителями брусита являются США, Китай и Канада. В России же рынок брусита находится только в начале своего роста и развития.

## Фотогалерея

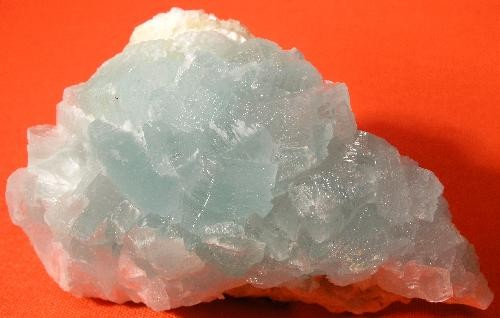
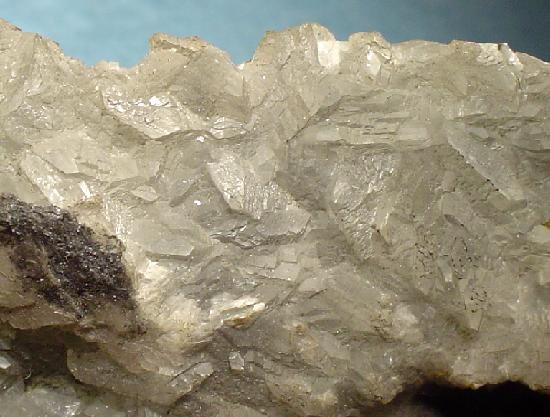
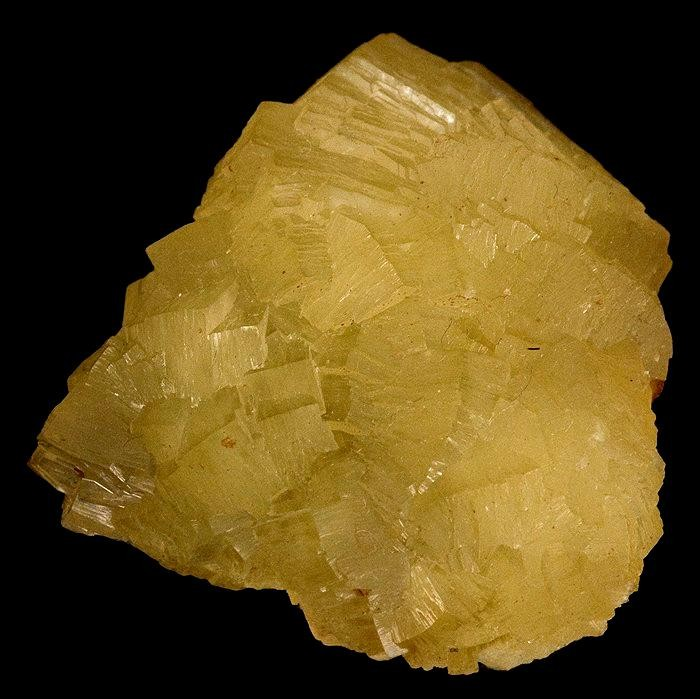
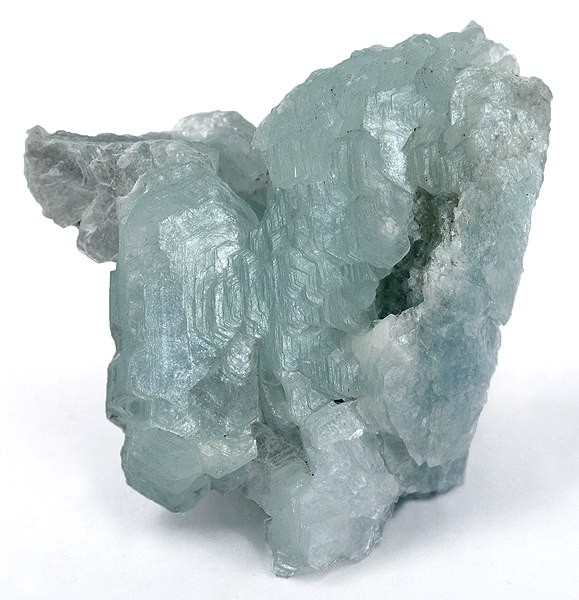
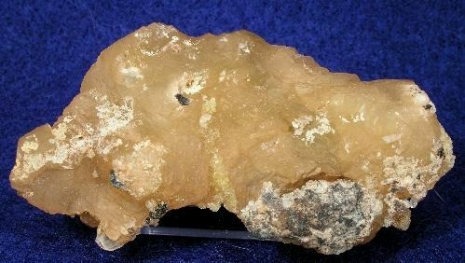
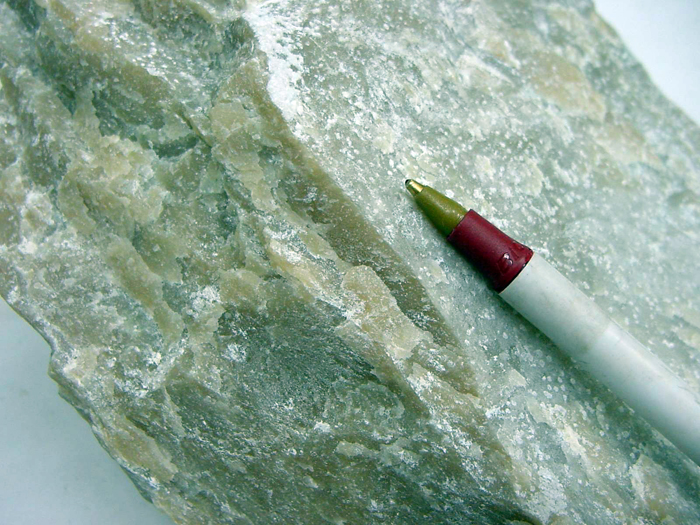